# Ogre (jeu vidéo)
Pour les articles homonymes, voir Ogre (homonymie).
Ogre est un jeu vidéo de type wargame développé et publié par Origin Systems en 1986 sur Apple II, Atari 8-bit, Atari ST, Amiga, Commodore 64, IBM PC et Macintosh. Le jeu est basé sur le jeu de guerre sur table Ogre créé par Steve Jackson et publié par Metagaming Concept en 1977. Il se déroule dans un univers de science-fiction, au XXIe siècle, dans lequel le joueur affronte un char d'assaut cybernétique qui a pour objectif de détruire le centre de commandement du joueur. Pour se défendre, ce dernier dispose de cinq types d’unités : des chars d'assaut, des chars lance-missiles, des lanceurs d’obus, des véhicules de transport et de l’infanterie. De son côté, le char dispose d’un lourd blindage et de nombreuses armes. Le jeu se déroule sur une carte, divisée en cases hexagonales, que le joueur peut faire défiler horizontalement et sur laquelle toutes les unités sont, dès le départ, visibles des deux joueurs.

## Système de jeu
Ogre est un wargame futuriste qui simule un affrontement entre l’Ogre, un char d’assaut cybernétique, et une armée conventionnelle. Le jeu peut se jouer seul contre l’ordinateur ou contre un autre joueur. Dans le premier cas, l’ordinateur contrôle un char d’assaut lourdement armé et blindé dont l’objectif est de détruire le centre de commandement du joueur. Pour se défendre, ce dernier dispose d’unités d’infanterie, de chars d’assaut, de chars lance-missiles, de lanceurs d’obus et de transports de troupes. Le jeu propose deux niveaux de difficulté. Le joueur commande 20 unités d’infanterie et 12 unités de blindés  dans le premier et 30 unités d’infanterie et 20 unités de blindés dans le second.
Le jeu se déroule sur une carte constituée de 15x21 cases hexagonales que le joueur peut faire défiler verticalement,. L’Ogre est initialement positionné en bas de la carte et se déplace vers le haut en direction du centre de commandement du joueur dont les unités sont disséminées sur la carte. Dès le départ, toutes les unités sont visibles des deux camps. Le jeu se déroule au tour par tour. À chaque tour, l’Ogre se déplace avant de tirer sur les unités ennemies à sa portée. Le joueur peut ensuite déplacer ses troupes, tenté de riposter et déplacer ses éventuels transports de troupes. Avec le clavier, la souris ou le joystick, le joueur contrôle les séquences de jeu par l’intermédiaire des menus situés à droite de l’écran et donne des ordres à ses unités directement sur la carte,. Les unités sont caractérisées par leur force d’attaque (qui détermine la précision des tirs) et de défense, par leur portée et par leur capacité de mouvement. Les chars d’assauts possèdent par exemple une bonne attaque et une bonne défense mais leur portée est limitée. Les chars lance-missiles bénéficient au contraire d’une grande portée mais ils manquent de précision et de vitesse. Les lanceurs d’obus disposent d’une portée encore plus grande (qui dépasse celle de l’Ogre) et sont beaucoup plus précis, mais ils sont immobiles et quasiment sans défense. Les transports de troupes sont très rapides – ils se déplacent deux fois par tour – mais sont par ailleurs médiocres. Les unités d’infanterie sont médiocres dans tous les domaines et servent principalement à ralentir l’Ogre afin de gagner du temps. L’Ogre dispose de son côté de plusieurs systèmes d’armement et d’un épais blindage et se déplace initialement de trois cases par tour. En l’attaquant, le joueur peut endommager ses systèmes et ainsi réduire sa puissance de feu et le ralentir, voir l’immobilisé.

## Développement et publication
Ogre est une adaptation du jeu de guerre sur table Ogre créé par Steve Jackson et publié en 1977 par Metagaming Concept. Le jeu vidéo est conçu par Steve Jackson et Steve Meuse et est publié par Origin Systems en 1986 sur Apple II avant d’être porté sur Atari 8-bit, Atari ST, Amiga, Commodore 64, IBM PC et Macintosh,.